# Pine Island Reserve

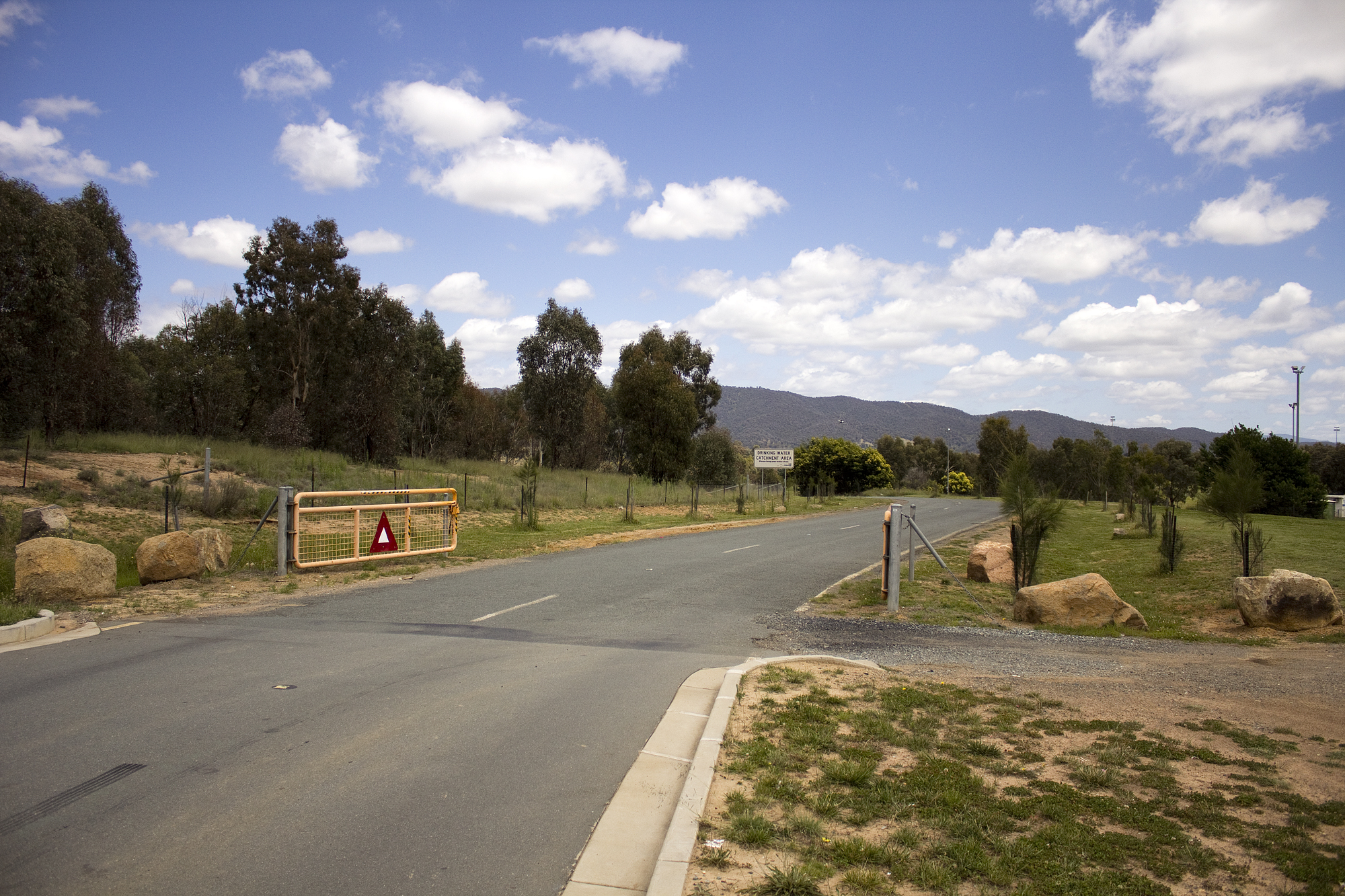
Infarten till Pine Island Reserve.

Pine Island Reserve är ett reservat vid Murrumbidgee River där floden flyter genom distriktet Canberra i Tuggeranong, Australien. Pine Island är inte en permanent ö utan existerar när området översvämmar. Ön är uppkallad efter de svarta cypresstallar som växer där.
Denna region bosattes första gången av britterna år 1820 genom Charles Throsby som utforskade Canberra-området (då känt som Canberry eller Kamberry) och letade efter Murrumbidgee River. Han tog sig över floden i närheten av Pine Island i april 1821.
Området är en välkänd picknick- och badplats på sommaren. Det finns en "bushwalking"-stig som kallas Murrumbidgee River Corridor som går mellan Pine Island, förbi Red Rocks Gorge till Kambah Pool.